# Stauanlage Kronenburg
Die Stauanlage Kronenburg, im Volksmund auch Kronenburger See genannt, wurde zwischen 1973 und 1979 als Hochwasserrückhaltebecken zum Schutz vor den Hochwassern der Flüsse Kyll und Taubkyll gebaut und 1976 in Betrieb genommen. Sie liegt in der Nähe der Orte Kronenburgerhütte bzw. Kronenburg, Kreis Euskirchen, und Hallschlag, Landkreis Vulkaneifel.

## Nutzung
Die rund 27 ha große und mit einem 19 m hohen sowie 325 m langen Staudamm aus Erdmasse versehene Stauanlage ist eine bundesländerübergreifende Talsperre; im Westen gehört ein kleiner Teil von ihr zu Hallschlag im Norden der Verbandsgemeinde Gerolstein im äußersten Nordwesten von Rheinland-Pfalz, überwiegend erstreckt sie sich jedoch über Gebiet von Kronenburg bzw. Kronenburgerhütte im Süden der Gemeinde Dahlem im Kreis Euskirchen im äußersten Südwesten von Nordrhein-Westfalen. Sie wird vom Zweckverband Kronenburger See betrieben. 
Im August 2016 wurde die Stauanlage komplett abgelassen, um den Staudamm vollständig zu sanieren.

### Wassersport und Freizeitangebot
Die Stauanlage ist ein beliebtes Naherholungsgebiet und Ausflugsziel für Feriengäste mit Wassersportmöglichkeiten für Segler, Surfer, Ruderer, Angler und Schwimmer. Eine große Freizeitanlage am südlichen Ufer des Sees bietet verschiedene Spiel-, Sport- und Freizeitmöglichkeiten. Es gibt hier einen Park mit 160 Bungalows, eine Badeanstalt mit einer großen Liegewiese, eine Segel- und Surfschule, einen Bootsverleih, Tennisplätze, eine Bocciabahn, eine Minigolfanlage, Grillhütten, Kinderspielplätze, einen Kiosk und eine Cafeteria. Seit 2010 ist an ihrem östlichen Ufer darüber hinaus der Ruderverein SRV Kronenburg See ansässig, der vor allem den Jugendrudersport fördert. Der Ferienpark Kronenburger See betreibt ferner auch ein Hallenbad. Ein etwa 2,7 km langer Rundweg erschließt die Stauanlage für Spaziergänger. Im Sommer stehen in der Stauanlage, nicht weit vom Ufer entfernt, ein Wasserseilgarten, ein Kletterfelsen und ein Trampolin den Badegästen zur Verfügung.

### Verhalten in und am See
Die Stauanlage ist von ihrer Funktion her ein Regenrückhaltebecken. Das bedeutet, dass im Winter eine Winterstauhaltung praktiziert wird, wozu ein Großteil des Wassers abgelassen wird. Der Wasserspiegel sinkt dann um etwa 5 bis 6 m im Vergleich zum Wasserspiegel im Sommer. Bei Schneeschmelze und Starkregen kann es zu einem schnellen Anstieg des Wasserpegels kommen. Tauchen ist in der Stauanlage nicht erlaubt. Schlittschuhlaufen ist ebenfalls untersagt.

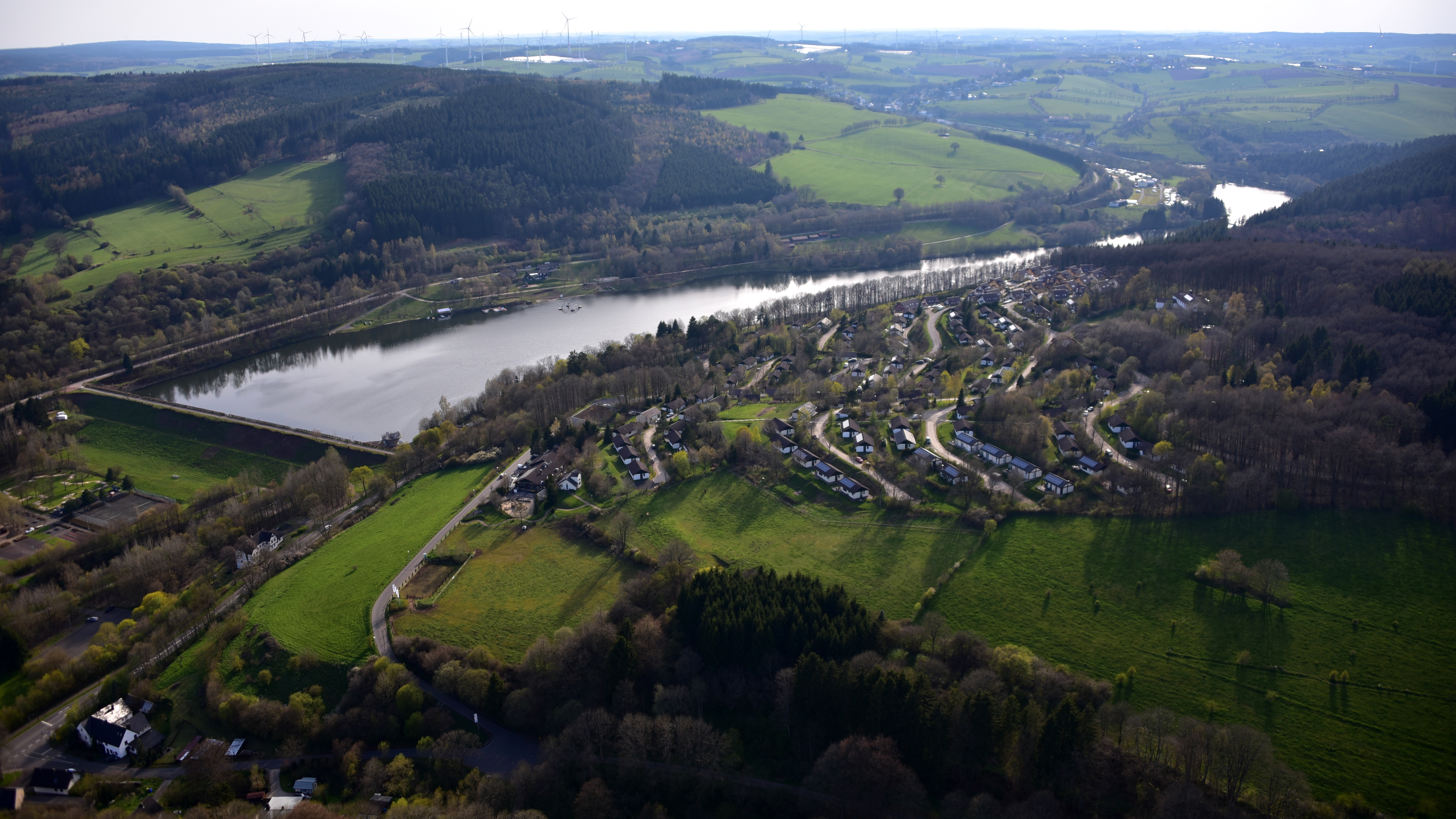
Luftaufnahme (2016)
Blick auf den oberen See
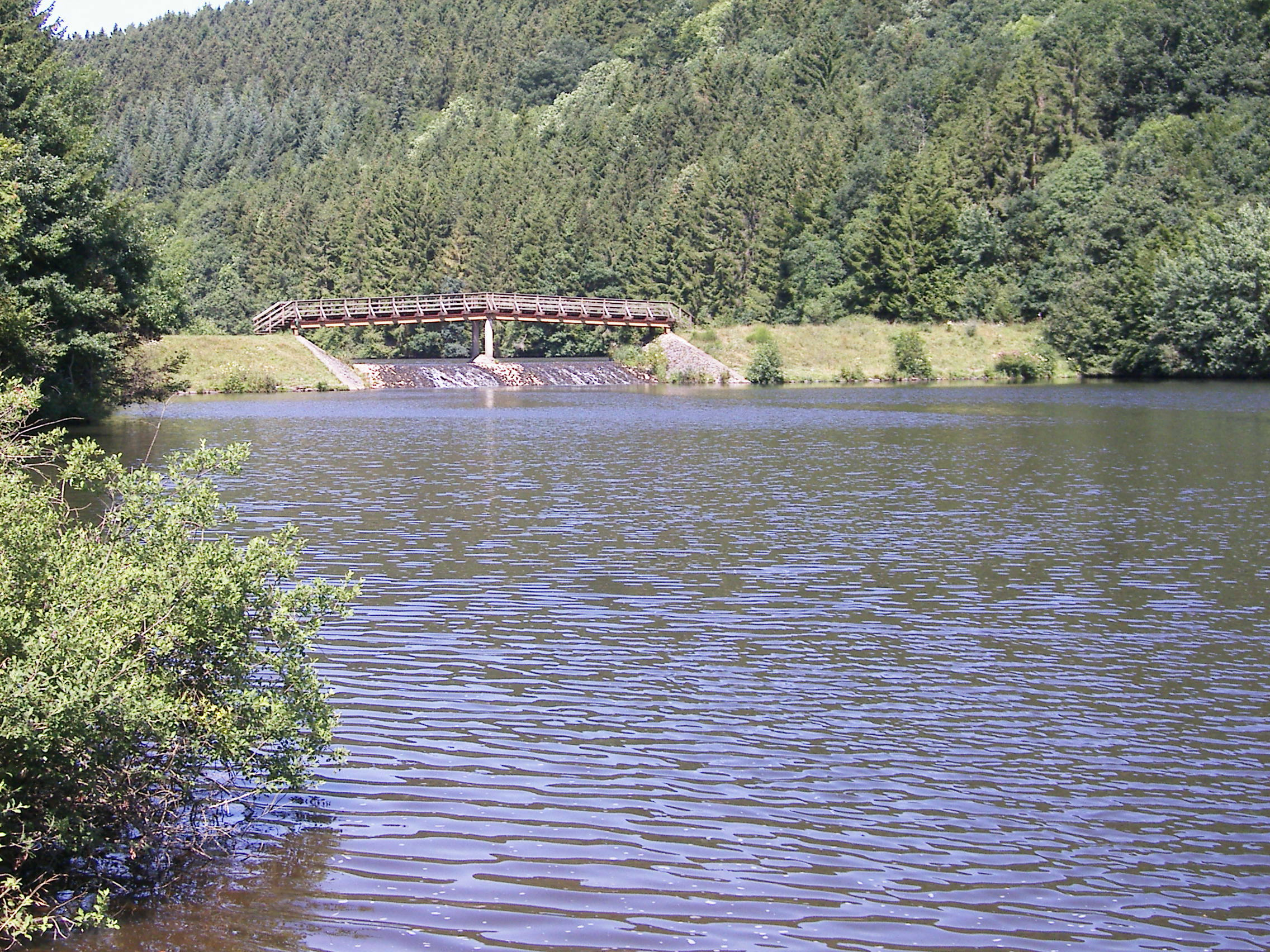
Blick auf die Staustufe
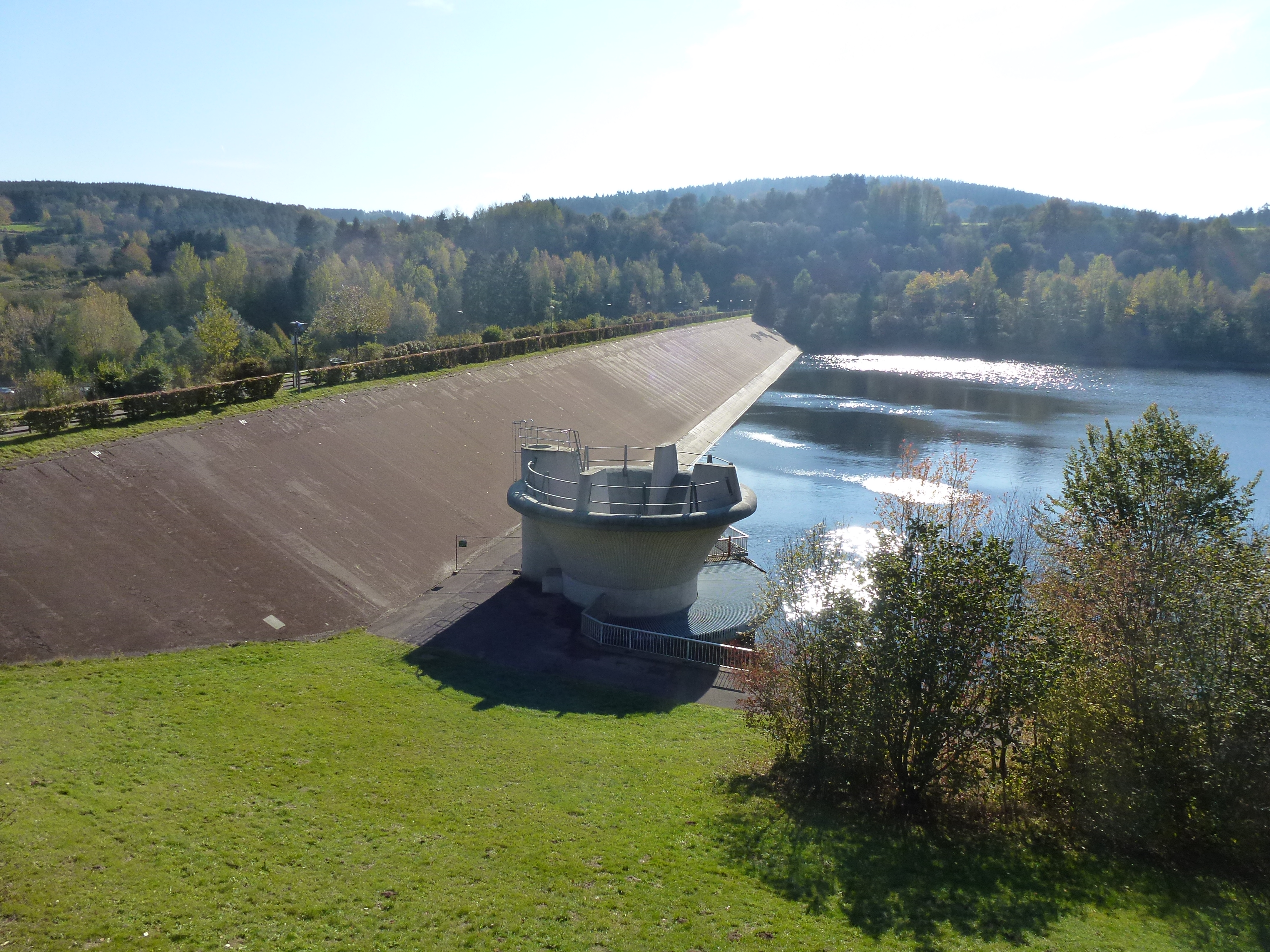
Blick auf Staumauer
Bootsverleih und Staumauer
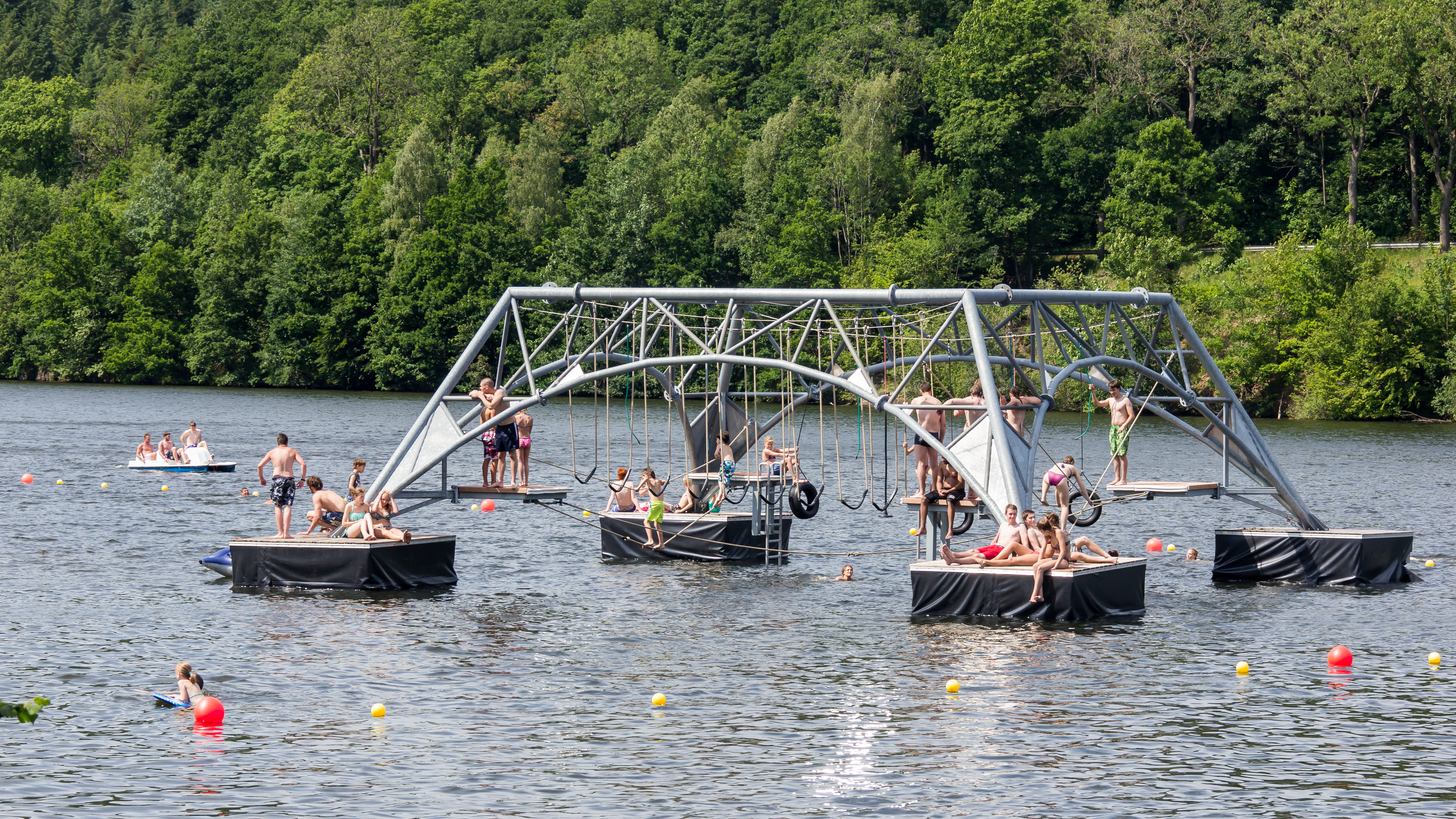
Wasserseilgarten
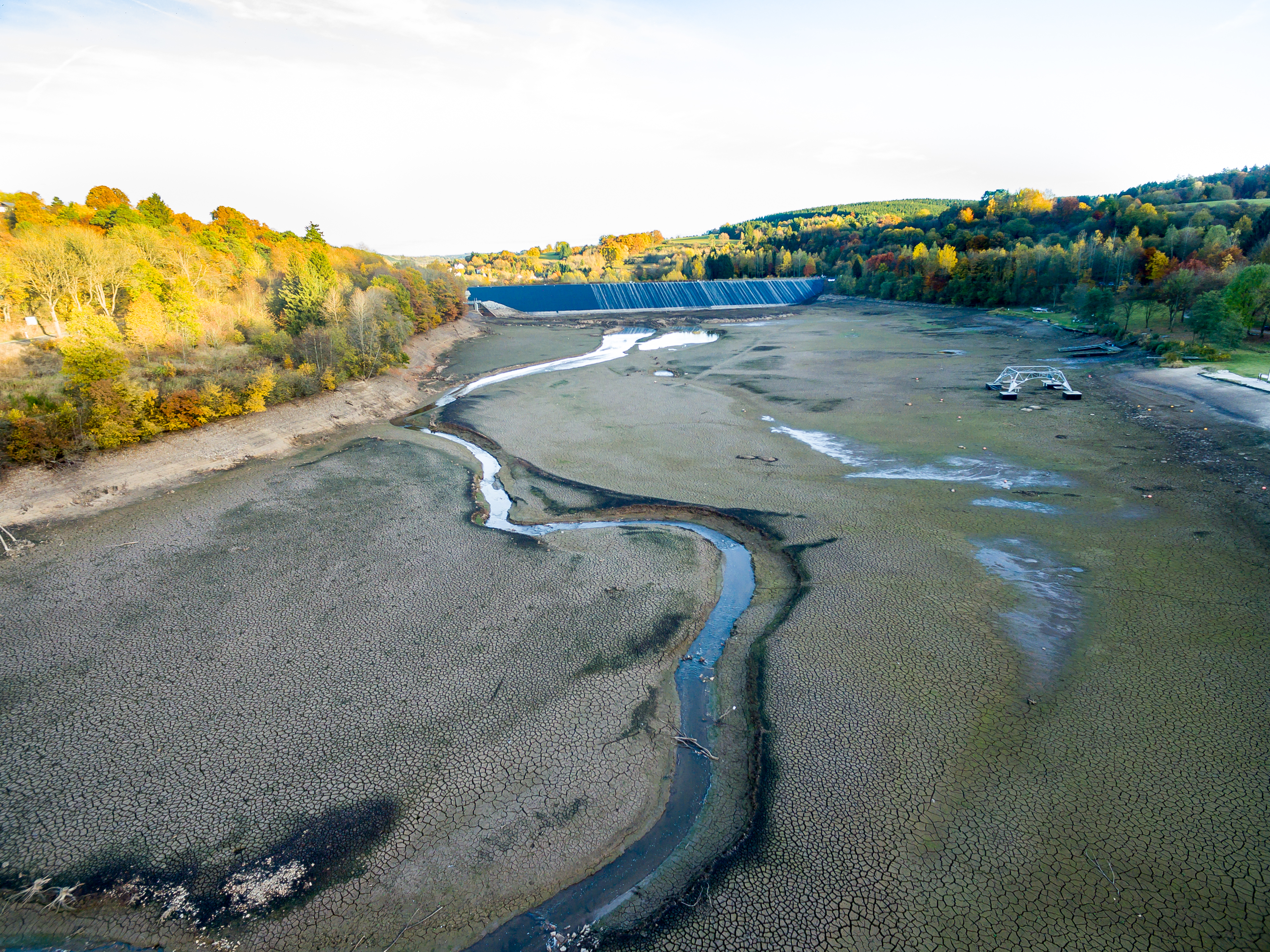
Blick auf den leeren See (Sanierung der Staumauer, 2016)